# Sekina Gyülekezet
A Sekina Gyülekezet bejegyzett magyarországi egyház, vezetője Barna Gyula lelkipásztor. Nagy részben magyarországi keresztény cigányokból áll.

## Történelem és jelenkor
A közösség egy pünkösdi-karizmatikus evangélista hittérítő (Franz Warde) tevékenységének hatására alakult 1991 novemberében. Kezdetben a tagok az Evangéliumi Pünkösdi Közösségben  alkottak gyülekezetet a ma is használatos Sekina Gyülekezet néven.
A kis közösség a kilencvenes évek derekán függetlenítette magát az anyaegyháztól, megalakult a független Sekina Gyülekezet. Gyülekezetük vagy házicsoportjuk működik Budapesten, Esztergomban, Komáromban, Győrött, Tatán és Almásfüzitőn.
A 2002-es és a 2003-as évben egyetlen fő sem ajánlotta fel adóját a gyülekezet részére. 2004-ben egyetlen személy adójából 11 000 forintot sikerült megkapniuk (1%).
Az ezredfordulón így vall ifj. Barna Gyula alapító, lelkész: „Megtértünk heten, a Roma Pop együttes. Az evangéliumot először hirdette nekünk Franz Warde (Fardi) evangélista. Másnap mi, akik megtértünk (az együttes), kibéreltünk egy kultúrtermet és szétkürtöltük mindenkinek a hírt, hogy megtértünk, jöjjenek hallják meg az öröm üzenetet! Telt ház lett az este, megtértek sokan. Áprilisban alámerítkeztünk harminchárman, aztán Krisztus igéje terjedt mint a vírus, de pozitív értelemben. Eltelt egy pár év, most három gyülekezetet látunk el Isten kegyelméből.”